# Platylepis
Platylepis là một chi thực vật có hoa trong họ, Orchidaceae.